# NDFIP2
NDFIP2 (англ. Nedd4 family interacting protein 2) – білок, який кодується однойменним геном, розташованим у людей на короткому плечі 13-ї хромосоми. Довжина поліпептидного ланцюга білка становить 336 амінокислот, а молекулярна маса — 36 390.
| 10         |  | 20         |  | 30         |  | 40         |  | 50         |
| ---------- |  | ---------- |  | ---------- |  | ---------- |  | ---------- |
| MARRRSQRVC |  | ASGPSMLNSA |  | RGAPELLRGT |  | ATNAEVSAAA |  | AGATGSEELP |
| PGDRGCRNGG |  | GRGPAATTSS |  | TGVAVGAEHG |  | EDSLSRKPDP |  | EPGRMDHHQP |
| GTGRYQVLLN |  | EEDNSESSAI |  | EQPPTSNPAP |  | QIVQAASSAP |  | ALETDSSPPP |
| YSSITVEVPT |  | TSDTEVYGEF |  | YPVPPPYSVA |  | TSLPTYDEAE |  | KAKAAAMAAA |
| AAETSQRIQE |  | EECPPRDDFS |  | DADQLRVGND |  | GIFMLAFFMA |  | FIFNWLGFCL |
| SFCITNTIAG |  | RYGAICGFGL |  | SLIKWILIVR |  | FSDYFTGYFN |  | GQYWLWWIFL |
| VLGLLLFFRG |  | FVNYLKVRNM |  | SESMAAAHRT |  | RYFFLL     |  |            |

A: Аланін

C: Цистеїн

D: Аспарагінова кислота

E: Глутамінова кислота

F: Фенілаланін

G: Гліцин

H: Гістидин

I: Ізолейцин

K: Лізин

L: Лейцин

M: Метіонін

N: Аспарагін

P: Пролін

Q: Глутамін

R: Аргінін

S: Серин

T: Треонін

V: Валін

W: Триптофан

Кодований геном білок за функцією належить до фосфопротеїнів. 
Локалізований у мембрані, апараті гольджі, ендосомах.